# Francisco Aguirre (Fußballspieler, 1977)
Francisco Ricardo Aguirre (* 1. September 1977 in Buenos Aires, Argentinien) ist ein argentinischer ehemaliger Fußballspieler.

## Karriere
Seine Karriere begann er 1997 bei Club Atlético Banfield (CA Banfield) in der Primera División in Argentinien. Von 1999 bis 2000 spielte er beim CA Brown in der zweithöchsten argentinischen Liga. Nach einem Jahr in der vierten argentinischen Liga wechselte er 2001 nochmals in die zweithöchste argentinische Liga.
2002 begann Aguirres Auslandkarriere: Er wurde vom Schweizer Fußballklub FC Chiasso verpflichtet, der in der Nationalliga B spielte. Nach einer Saison wechselte er zu innerhalb der Challenge League zu Yverdon-Sport FC, bei dem er einige Startschwierigkeiten hatte. Als Yverdon dann in die Axpo Super League aufstieg, kam seine große Zeit. Er schoss in der Saison 2005/2006 13 Tore in der ersten Saisonhälfte. In der Winterpause wechselte er zu Al-Arabi, einem Fußballverein in Katar. Bereits im Sommer wechselte er auf die Saison 2006/2007 zum FC St. Gallen, welcher bereits früher an einer Verpflichtung interessiert war. Zur Saison 2008/2009 unterschrieb er einen Vertrag bei Omonia Nikosia. Diesen Verein verließ er 2010 und ging zum zyprischen Verein Aris Limassol. Dort blieb er nur kurze Zeit, von Januar bis Juni 2010, und wechselte dann zum FC Locarno, den er 2011 wieder verließ, und zum FC Mendrisio-Stabio wechselte. Seit 2012 spielt Aguirre bei dem Schweizer Verein FC Naters unter der Spielernummer 9.